# 時任三郎
時任 三郎（ときとう さぶろう、1958年2月4日 - ）は、日本の俳優、歌手。株式会社SUBTIME所属。以前はスカイコーポレーション、レプロエンタテインメントに所属していた。
東京都世田谷区出身で、大阪府松原市育ち。身長188cm、体重84kg。

## 来歴・人物
東京都世田谷区で生まれ、青森県弘前市を経て大阪府松原市に引っ越しする。
1973年大阪市立工芸高等学校・木材工芸科（現インテリアデザイン科）に入学。1976年、大阪芸術大学デザイン学科入学を2年半で中退し、上京する。
その後、俳優養成所に通っていた1980年に舞台『ヘアー』で俳優デビュー。その頃はバンド活動も行っており、翌1981年にシングル「川の流れを抱いて眠りたい」でレコードデビューする。俳優としては1983年にテレビドラマ『ふぞろいの林檎たち』で注目を集め、以降多くのテレビドラマや映画に出演する。共演した中井貴一とは互いを「戦友」と認め合う仲。1985年と1988年には日本アカデミー賞優秀主演男優賞を受賞した。
1988年のバブル経済期に三共が発売した栄養ドリンク「リゲイン」のCMにて、「24時間タタカエマスカ」というキャッチコピーと共に、初代CMキャラクターに起用される。最初のCMではそれほど注目されなかったものの、1989年に入り「牛若丸三郎太」というキャラクターに扮したことから人気が出始め、後にシングル化としてリリースされた『勇気のしるし』をCMで歌い、大ヒット曲となった。
非常に子煩悩であることで知られる。1999年当時3児の父であった時任は、子供をのびのび育てたいと家族でニュージーランドに移住。その間、役者の仕事はほとんど入れずに、全ての時間を家族とのふれあいに使った。子供が大きくなり、子育てが一段落したことから2003年に帰国。浜田省吾の「I am a father」や、aikoの「三国駅」のミュージック・ビデオでも父親役を演じている。長年大阪に在住していたこともあり、関西出身のタレント・芸人と共演する時は関西弁で話すこともある。
俳優や歌手としての活動の傍らエッセイなども出し、2012年には稲吉紘実著の「絵のない絵本 この星が絵でうめつくされたら 朗読と音楽CD付」（フレーベル館）の朗読を行うなどの活動もある。
身長188cmと長身。医者、パイロット、大学教授といった憧れられる職業の役が多いことから、若い女性からの人気が高い。佐々木希や佐藤ありさといったファンを公言している若い女性芸能人も少なくない。
2016年、実娘が歌手のCanaとしてデビューしたことが明らかとなった。
『古畑任三郎』の任三郎はタモリが名前を時 任三郎と呼んだ事を三谷幸喜が面白がり採用した。

## 出演

### 映画
- 青春の門（1981年1月15日、東映） - 春男 役
- 俺っちのウエディング（1983年4月29日、松竹） - 主演・大村勉 役
- シングルガール（1983年6月4日、松竹） - 堀内 役
- 地平線（1984年2月11日、松竹） - 藤木太郎 役
- 海燕ジョーの奇跡（1984年4月28日、松竹富士） - 主演・海燕ジョー 役
- V.マドンナ大戦争（1985年7月13日、松竹富士・ジョイパックフィルム） - 高校教師 役 ※友情出演
- ウホッホ探険隊（1986年10月18日、東宝） - カメラマン 役
- 紳士同盟（1986年12月13日、東映） - 春日民夫 役
- 黒いドレスの女（1987年3月14日、東宝） - 山本 役
- ちょうちん（1987年5月23日、東映） - マッサージ師 役
- ハワイアン・ドリーム（1987年8月29日、東宝） - 主演・川添達彦 役
- 永遠の1/2（1987年11月21日、東宝） - 主演・ぼく（田村宏） 役
- アゲイン/明日への誓い（アゲイン 男たちの挽歌III）（1989年10月20日、香港） - ホー 役
- SPY GAMES（1990年9月8日、香港） - 工藤 役
- バカヤロー!3 へんな奴ら 第三話「会社をナメるな」（1990年10月20日、松竹） - 小原始 役 ※友情出演
- 満月 MR.MOONLIGHT（1991年9月21日、東映） - 主演・杉坂小弥太 役
- ゴジラvsキングギドラ（1991年12月14日、東宝） - TVディレクター 役[1]
- いつか どこかで（1992年2月1日、東宝） - 主演・正木まもる 役
- トキワ荘の青春（1996年3月23日、カルチュア・パブリッシャーズ） - 寺田の兄 役
- 緑の街（1998年1月31日、ファー・イースト・クラブ） - スカイジム従業員 役 ※友情出演
- 天国までの百マイル（2000年11月25日、日活） - 主演・城所安男 役
- TWO LOVE〜二つの愛の物語〜「キャッチボール」（2005年6月10日） - 主演・山田隆夫 役
- 海猿シリーズ（東宝） - 下川嵓 役
  - LIMIT OF LOVE 海猿（2006年5月6日）
  - THE LAST MESSAGE-海猿（2010年9月18日）
  - BRAVE HEARTS 海猿（2012年7月23日）
- 春よこい（2008年6月7日、東映） - 尾崎修治 役
- ハッピーフライト（2008年11月15日、東宝） - 原田典嘉 役
- 雷桜（2010年10月22日、東宝） - 田中理右衛門 役
- DOG×POLICE 純白の絆（2011年10月1日、東宝） - 向井寛 役
- 劇場版 タイムスクープハンター-安土城 最後の1日-（2013年8月31日、ギャガ） - 矢島権之助 役
- すべては君に逢えたから Story5「二分の一成人式」（2013年11月22日、ワーナー・ブラザース） - 主演・宮崎正行 役
- グッドモーニングショー（2016年10月8日、東宝） - 石山聡 役[4]
- サバイバルファミリー（2017年2月11日、東宝） - 斎藤敏夫 役 ※友情出演
- 家族のはなし（2018年11月23日、KATSU-do） - 小林徹 役[5]
- フォルトゥナの瞳（2019年2月15日、東宝） - 遠藤哲也 役[6]
- Dr.コトー診療所（2022年12月16日、東宝） - 原剛利 役[7]

### テレビドラマ
- 水曜劇場「しあわせ戦争」（1980年、TBS）
- 爆走!ドーベルマン刑事 第22話「黒バイ部隊最後の挑戦!」（1980年10月27日、テレビ朝日）
- 日立スペシャル「特別企画3時間ドラマ 空よ海よ息子たちよ」（1981年2月23日、TBS）
- 思えば遠くへ来たもんだ（1981年、TBS） - 高橋松男 役
- 虹色の森（1981年、TBS） - 北村和明 役
- ぼくらの時代（1981年、TBS） - 神田静雄 役
- われら動物家族（1981年 - 1982年、TBS） - 藤堂信一 役
- ドラマ人間模様「街 若者たちは今」（1982年、NHK総合）
- 夏の特選サスペンス「生と死の48時間」（1982年、TBS）
- 金曜ミステリー劇場「のぶ子の災難」（1982年、TBS）
- 新・事件 ドクター・ストップ（1982年、NHK総合） - 島本ツトム 役
- フジ三太郎（1982年 - 1983年、テレビ朝日） - 中村 役
- 火曜サスペンス劇場「大都会の死角」（1983年5月10日、日本テレビ） - 矢村英司 役
- ふぞろいの林檎たちシリーズ（TBS） - 岩田健一 役
  - ふぞろいの林檎たち（1983年）
  - ふぞろいの林檎たちII（1985年）
  - ふぞろいの林檎たちIII（1991年）
  - ふぞろいの林檎たちIV（1997年）
- 木曜ゴールデンドラマ「主婦、万引き」（1983年9月15日、よみうりテレビ）
- 土曜ドラマ（NHK総合）
  - 青春スクランブル（1984年1月7日） - 主演・玉井尚真 役
- 銀河テレビ小説「愛してよろしいですか」（1984年、NHK総合） - 矢富ワタル 役
- 私鉄沿線97分署 第1話 - 第26話（1984年、テレビ朝日） - 片山大 役
- 子供が見てるでしょ!（1985年、TBS） - 喜多亮一 役
- ライスカレー（1986年、フジテレビ） - 主演・加納健次 役
- 東芝日曜劇場（TBS） 
  - 第1585回「ホットDOC」（1987年5月24日） - 主演
  - 第1631回「僕といつまでも」（1988年4月10日、毎日放送） - 主演・目黒ひとし 役
- ラジオびんびん物語 第6話「愛の嵐だ!龍之介」（1987年9月7日、フジテレビ）
- あきれた刑事（1987年 - 1988年、日本テレビ） - 主演・内海法道 役
- 恋はハイホー! その8「お母－しゃま」（1987年12月9日、日本テレビ）※特別出演
- ドラマ23「あいつがNo.1」（1989年3月、TBS） - 主演
- 教師びんびん物語スペシャル 〜ありがとう、君たちを忘れない〜（1989年10月4日、フジテレビ）
- 雨よりも優しく（1989年、TBS） - 渋谷晴男 役
- 新春時代劇スペシャル（TBS）
  - 「柳生十兵衛」（1990年1月5日） - 主演・柳生十兵衛 役
  - 「柳生十兵衛 決闘!花の吉原」（1991年1月3日） - 主演・柳生十兵衛 役
- 日本一のカッ飛び男（1990年、フジテレビ） - 倉田真人 役
- ドラマチック22「香港から来た女」（1990年4月21日、TBS）
- 芸能社会（1990年、TBS） - 主演・太田芳和 役
- 外科病棟女医の事件ファイル 第1話 - 第2話（1991年、テレビ朝日） - 武藤一作 役 ※友情出演
- 真夏の刑事（1992年、テレビ朝日） - 主演・咲田勇介 役
- わたしってブスだったの?（1993年、TBS） - 瀬尾弘之 役
- 大河ドラマ（NHK総合）
  - 「炎立つ 第三部」（1993年 - 1994年） - 武蔵坊弁慶 役
  - 「江〜姫たちの戦国〜」（2011年） - 浅井長政 役
- 新春ドラマスペシャル「家族ネットワーク」（1994年1月3日、テレビ朝日）
- 彼と彼女の事情（1994年、テレビ朝日） - 主演・水谷浩 役
- 名古屋お金物語シリーズ（NHK総合）
  - 名古屋お金物語（1995年） - 小田切史郎 役
  - 名古屋お金物語2（1997年） - 主演
- 水曜シリーズドラマ「暴力教師～君に伝えたいこと」（1996年、NHK総合） - 主演・水島徹 役
- 土曜特集「42歳の修学旅行」（2001年10月20日、NHK総合） - 主演
- Dr.コトー診療所シリーズ（フジテレビ） - 原剛利 役
  - Dr.コトー診療所（2003年）
  - Dr.コトー診療所2004（2004年）
  - Dr.コトー診療所2006（2006年）
- プライド 第1話「愛と青春の絆」（2004年1月12日、フジテレビ） - 安西健吾 役
- 愛し君へ（2004年、フジテレビ） - 降谷圭輔 役
- 水曜プレミア「家栽の人」（2004年10月20日、TBS） - 主演・桑田義雄 役
- アイ’ム ホーム 遥かなる家路（2004年、NHK総合） - 主演・家路久 役
- 優しい時間 第1話「雪虫」（2005年1月13日、フジテレビ） - 水谷三郎 役 ※特別出演
- 海猿 UMIZARU EVOLUTION（2005年、フジテレビ） - 下川嵓 役
- スタートライン〜涙のスプリンター〜（2005年12月17日、フジテレビ） - 桐野龍二 役 ※特別出演
- ザ・ヒットパレード〜芸能界を変えた男・渡辺晋物語〜（2006年5月26日・27日、フジテレビ） - 森山猛 役
- 花嫁とパパ（2007年、フジテレビ） - 宇崎賢太郎 役
- 美ら海からの年賀状（2007年12月14日、フジテレビ） - 主演・浦崎信夫 役
- ドラマW（WOWOW）
  - 「天国のスープ」（2008年10月） - 岡本亮介 役
  - 「海に降る」（2015年10月 - ） - 天谷厚志 役[8]
- ヴォイス〜命なき者の声〜（2009年、フジテレビ） - 佐川文彦 役
- TOKYO コントロール（2011年、フジテレビNEXT） - 結城昇 役
- それでも、生きてゆく（2011年、フジテレビ） - 三崎駿輔 役
- サマーレスキュー〜天空の診療所〜（2012年、TBS） - 倉木泰典 役
- TOKYOエアポート〜東京空港管制保安部〜（2012年、フジテレビ） - 結城昇 役
- 最高の離婚 最終話（2013年3月21日、フジテレビ） - たこやき屋さん 役 ※友情出演
- 救命病棟24時 第5シリーズ（2013年、フジテレビ） - 夏目衛 役
- タイムスクープハンター シーズン5 最終話「村を守れ!投石バトル」（2013年7月27日、NHK総合） - 織田家の侍 役
- 翳りゆく夏（2015年、WOWOW） - 武藤誠一 役
- アイアングランマ 第3話「ピンクトラップ（前編）」（2015年1月24日、NHK BSプレミアム）- タクシー運転手 役
- 不便な便利屋 第1話、第11話（2015年、テレビ東京） - ハイヤーの運転手 役
- ドラマスペシャル「所轄魂」（2015年9月20日、テレビ朝日） - 主演・葛木邦彦 役 [9]
- 過保護のカホコ（2017年、日本テレビ） - 根本正高 役
  - 過保護のカホコ〜2018 ラブ&ドリーム〜（2018年9月19日）
- しろときいろ 〜ハワイと私のパンケーキ物語〜（2018年2月28日より配信、Amazonプライム・ビデオ オリジナル） - 澤野健太 役
- インハンド 第5話 - 最終話（2019年、TBS） - 福山和成 役[10]
- 監察医 朝顔（2019年、フジテレビ） - 万木平 役[11]
  - 監察医 朝顔『特別編』（2019年9月30日）
  - 監察医 朝顔 第2シーズン（2020年11月2日 - 2021年3月22日）[12]
  - 監察医 朝顔 新春SP（2021年1月11日）[13]
  - 監察医 朝顔 2022スペシャル (2022年9月26日)
  - 監察医 朝顔 2025新春スペシャル（2025年1月3日）[14]

### テレビアニメ
- ジャングル大帝（2009年9月5日、フジテレビ） - パンジャ 役

### その他の番組
- ザ・ベストテン（TBS、1981年10月15日初出演）
- 夜のヒットスタジオ（フジテレビ、1981年10月26日初出演）
- 笑っていいとも! テレフォンショッキング（フジテレビ、1983年6月21日初出演）
- ミュージックステーション（テレビ朝日、1986年10月31日初出演）
- 紳助のMTV倶楽部（1986年12月27日、朝日放送）
- 俺達の夢紀行（1990年、テレビ朝日）
- テレビ探偵団 第163回（1991年1月6日、TBS）
- 幻の王国 インド・シッキム（1991年、フジテレビ）
- ハートに聞け パラグライダー・世界記録挑戦（1992年、TBS）
- 森・文明の繁栄と衰退（1993年、テレビ朝日）
- FAN（1995年4月 - 1997年3月、日本テレビ） - ナレーター（実質的な進行役）
- 蜃気楼の王国（1995年、テレビ朝日）
- 絶海の孤島・ピトケアン島〜反乱者の子孫達は今〜（1998年、フジテレビ）
- 中国少数民族汽車の旅（1999年、フジテレビ）
- Honda New FIT誕生スペシャル 人類誕生の謎を追え! 幻のトーテムポールを求めて…時任三郎が挑む大冒険 （2007年、日本テレビ）
- NHKスペシャル「職業“詐欺”〜増殖する若者犯罪グループ〜」（2009年2月9日放送、NHK総合） - ナレーター
- スポーツ大陸、課外授業 ようこそ先輩、アスリートの魂（NHK総合、不定期） - ナレーター

### 舞台
- ヘアー（1980年、パルコ劇場・サンシャイン劇場／演出：奈良橋陽子、音楽監督：タケカワユキヒデ） - 主演・バーガー 役 ※デビュー作

### ラジオ
- 時任三郎 俺のバラード（1982年、ラジオ関西）
- WKペアジョッキー時任三郎のポップアップミュージック（1983年、文化放送）
- ザ・スーパースター（1984年、TOKYO FM）
- ハレー彗星ツアー（1984年7月21日、NHK大阪・NHK-FM）
- エース・ホリーズクラブ 旅のシンフォニー（1987年 - 1988年、FM東京・FM大阪）
- ブラック・ジャック（1993年10月 - 1994年4月、TBSラジオ） - 主演・ブラック・ジャック 役

### ビデオ
- 無垢（1986年）
- Sky blue（1994年）

### ミュージック・ビデオ
- aiko「三国駅」（2005年2月16日）
- 浜田省吾「I am a father」（2005年6月8日）

### CM
- 資生堂「フレッシュア」（1982年）／「アウスレーゼ ZEPHYR」（1990年 - 1991年）
- 日産自動車「サニー（B11型）」（1982年 - 1985年）
- ポッカ（現・ポッカサッポロフード&ビバレッジ）「ポッカコーヒー」（1982年 - 1986年）／「ミスターコーヒー」（1984年 - 1985年）
- ハウス食品「汁の里」（1984年）
- 合同酒精「ワリッカS&L」（1984年 - 1985年）
- 大塚食品「FIVE STAR」（1987年）
- 三共（現・第一三共ヘルスケア）「リゲイン 24時間タタカエマスカ」（1988年 - 1991年）
- 日立 カラーテレビ・VHSビデオデッキ 革命児／ビデオカメラ カチャミリ（1991年）
- サントリー「ローヤル」ギフトCM（1992年 - 1993年）
- サッポロビール「蔵出し生ビール」（1994年）
- JRA「あなたがいるから競馬は楽しい」（1994年 - 1995年）真田広之、中井貴一と共演[15]
- JA共済（1994年 - 1996年）
- ANA（1994年 - 1996年）中条静夫と共演（1994年）
- 三菱自動車「ランサー」（1995年）／「ランサーエボリューションIV」（1996年）
- キヤノン BJ ワープロ（1995年）／「IXY」（1998年） 江角マキコと共演
- ヤマハ「クラビノーバ」（1995年）
- カネボウ「Jake!」（2000年）
- アサヒビール アサヒスーパードライ・燻製パーティー篇（2006年）
- モバゲータウン「いい大人の、モバゲー」（2010年 - 2011年）柳沢慎吾、麻生祐未と共演

## ディスコグラフィ

### シングル
| 発売日                                      | 規格                                        | 規格品番                                    | 面                                          | タイトル                                     | 備考 |
| ワーナー・パイオニア / アサイラム・レコード | ワーナー・パイオニア / アサイラム・レコード | ワーナー・パイオニア / アサイラム・レコード | ワーナー・パイオニア / アサイラム・レコード | ワーナー・パイオニア / アサイラム・レコード  | ワーナー・パイオニア / アサイラム・レコード                                                                                       |
| ------------------------------------------- | ------------------------------------------- | ------------------------------------------- | ------------------------------------------- | -------------------------------------------- | --- |
| 1981年8月25日                               | EP                                          | L-1550                                      | A                                           | 川の流れを抱いて眠りたい                     | オリコン最高29位、TBS系ドラマ「虹色の森」挿入歌                                                                                   |
| 1981年8月25日                               | EP                                          | L-1550                                      | B                                           | ハーバーズ・ロンリー                         | |
| 1982年2月25日                               | EP                                          | L-1570                                      | A                                           | ウェディング・リバー                         | サンリオ映画「ロングラン」挿入歌                                                                                                  |
| 1982年2月25日                               | EP                                          | L-1570                                      | B                                           | ロングラン〜果てなき夜の向こうに〜           | 映画「ロングラン」主題歌 |
| 1982年                                      | EP                                          | L-1607                                      | A                                           | 俺のバラード                                 | ポッカ「ポッカコーヒー」CMソング                                                                                                  |
| 1982年                                      | EP                                          | L-1607                                      | B                                           | 真夜中の天気雨                               | |
| 1983年                                      | EP                                          | L-1618                                      | A                                           | ミステリー・ヒステリー・ヒストリー           | 松竹系映画「俺っちのウェディング」主題歌                                                                                          |
| 1983年                                      | EP                                          | L-1618                                      | B                                           | Let Me Go                                    | |
| EPIC・ソニー                                |                                             |                                             |                                             |                                              | |
| 1984年10月21日                              | EP                                          | 07･5H-220                                   | A                                           | BAY SIDE STREET                              | ポッカ「ミスターコーヒー」CMソング                                                                                                |
| 1984年10月21日                              | EP                                          | 07･5H-220                                   | B                                           | 季節風                                       | |
| 1985年6月21日                               | EP                                          | 07･5H-247                                   | A                                           | 河を渡って木立を抜けて                       | ポッカ「ミスターコーヒー」CMソング                                                                                                |
| 1985年6月21日                               | EP                                          | 07･5H-247                                   | B                                           | そして誰も愛せなくなったら                   | |
| 1985年10月2日                               | EP                                          | 07･5H-270                                   | A                                           | WALKIN'IN THE RAIN                           | TBS系ドラマ「子供が見てるでしょ!」主題歌。1986年、同曲を作詞・作曲した浜田省吾が「Walking In The Rain」のタイトルでセルフカバー。 |
| 1985年10月2日                               | EP                                          | 07･5H-270                                   | B                                           | She's Your Girl                              | |
| 1986年5月2日                                | EP                                          | 07･5H-294                                   | A                                           | ALONE and ALONE                              | 「宇崎竜童&時任三郎」名義 |
| 1986年5月2日                                | EP                                          | 07･5H-294                                   | B                                           | ALONE and ALONE (Inst.)                      | |
| 1986年10月1日                               | EP                                          | 07･5H-317                                   | A                                           | 夢の子供                                     | |
| 1986年10月1日                               | EP                                          | 07･5H-317                                   | B                                           | HEART & SOUL                                 | |
| 1987年10月21日                              | EP                                          | 07･5H-379                                   | A                                           | CARRY ON                                     | 日本テレビ系ドラマ「あきれた刑事」主題歌                                                                                          |
| 1987年10月21日                              | EP                                          | 07･5H-379                                   | B                                           | シーズン                                     | |
| 1988年10月15日                              | 8cmCD                                       | 10・8H-3063                                 | A                                           | 記憶ゲーム                                   | |
| 1988年10月15日                              | 8cmCD                                       | 10・8H-3063                                 | B                                           | 愛を感じて                                   | |
| 1989年11月22日                              | 8cmCD                                       | ESDB-3050                                   | 1                                           | 勇気のしるし                                 | 「牛若丸三郎太」名義、オリコンチャート最高2位、三共（現・第一三共ヘルスケア）「リゲイン」CMソング                                 |
| 1989年11月22日                              | 8cmCD                                       | ESDB-3050                                   | 2                                           | 勇気のしるし（カラオケ）                     | |
| 1991年4月25日                               | 8cmCD                                       | ESDB-3208                                   | 1                                           | 白い絵の具とオーケストラ                     | 飛鳥涼による作詞・作曲 |
| 1991年4月25日                               | 8cmCD                                       | ESDB-3208                                   | 2                                           | 川の流れを抱いて眠りたい                     | デビュー曲のセルフカバー |
| 1991年8月1日                                | 8cmCD                                       | ESDB-3237                                   | 1                                           | RIVER                                        | テレビ朝日系ドラマ「外科病棟女医の事件ファイル」主題歌                                                                            |
| 1991年8月1日                                | 8cmCD                                       | ESDB-3237                                   | 2                                           | 白い絵の具とオーケストラ                     | |
| ポニーキャニオン                            |                                             |                                             |                                             |                                              | |
| 1992年5月21日                               | 8cmCD                                       | PCDA-317                                    | 1                                           | 望むことがあるとすれば                       | テレビ朝日系ドラマ「真夏の刑事」主題歌、小田和正による作詞・作曲・編曲                                                            |
| 1992年5月21日                               | 8cmCD                                       | PCDA-317                                    | 2                                           | 望むことがあるとすれば（カラオケバージョン） | |
| 1992年6月19日                               | 8cmCD                                       | PCDA-321                                    | 1                                           | 君が愛を語れ                                 | 日立「革命児」CMソング、飛鳥涼のカバー                                                                                            |
| 1992年6月19日                               | 8cmCD                                       | PCDA-321                                    | 2                                           | REASON                                       | CHAGE and ASKAのカバー |
| 1992年9月18日                               | 8cmCD                                       | PCDA-363                                    | 1                                           | ほろ苦い夜                                   | |
| 1992年9月18日                               | 8cmCD                                       | PCDA-363                                    | 2                                           | Sweet Distance                               | |
| 1993年6月2日                                | 8cmCD                                       | PCDA-456                                    | 1                                           | そして、夜を抱きしめて                       | |
| 1993年6月2日                                | 8cmCD                                       | PCDA-456                                    | 2                                           | それが僕の愛し方                             | |
| 1994年7月6日                                | 8cmCD                                       | PCDA-614                                    | 1                                           | みえない手のひらで                           | JA共済CMソング |
| 1994年7月6日                                | 8cmCD                                       | PCDA-614                                    | 2                                           | ロング・ラン                                 | |
| 1995年11月17日                              | 8cmCD                                       | PCDA-804                                    | 1                                           | 闇夜の国から                                 | 三菱「ランサー」・「ランサーエボリューションIV」CMソング・井上陽水のカバー                                                        |
| 1995年11月17日                              | 8cmCD                                       | PCDA-804                                    | 2                                           | Starlights -僕達の歩く長い道-                | |
| 1996年4月19日                               | 8cmCD                                       | PCDA-841                                    | 1                                           | 19のままで                                   | |
| 1996年4月19日                               | 8cmCD                                       | PCDA-841                                    | 2                                           | 五月の風                                     | |
| 1997年2月21日                               | 8cmCD                                       | PCDA-939                                    | 1                                           | PARADOX〜のんびり行こう〜                    | NHKドラマ「名古屋お金物語2」主題歌                                                                                                |
| 1997年2月21日                               | 8cmCD                                       | PCDA-939                                    | 2                                           | 愛してるよ                                   | |
| ユニバーサルミュージック                    |                                             |                                             |                                             |                                              | |
| 2007年6月20日                               | CD                                          | POCS-5011                                   | 1                                           | 君の帰る場所〜Single Version〜               | フジテレビ系ドラマ「花嫁とパパ」挿入歌                                                                                            |
| 2007年6月20日                               | CD                                          | POCS-5011                                   | 2                                           | 少年の虹                                     | |
| 2007年6月20日                               | CD                                          | POCS-5011                                   | 3                                           | 遠い空に流れていた                           | |
| 2007年6月20日                               | CD                                          | POCS-5011                                   | 4                                           | 君の帰る場所〜Single Version〜（Inst.）      | |

### アルバム

#### オリジナル・アルバム
1. 遠くでBoogieが聴こえる（1981年）
2. 俺のバラード（1982年）
3. Non-Mon -Non Montage-（1984年）
4. MOVE（1985年10月21日）
5. 無垢（1986年10月22日）
6. busy days（1987年11月21日）
7. 夢眩（1988年10月15日）
8. 未来への証（1992年10月21日）
9. TOUCH（1993年7月21日）
10. PEACE OF MIND（1996年6月5日）
11. 風来（2004年12月1日）
12. 君の帰る場所（2006年3月9日）

#### ベスト・アルバム
1. ZERO（1991年4月25日）
2. SEVEN CHAIRS（1994年7月21日）
3. 時任三郎 36 BEST（2017年8月23日）

## 著書
- 写真集『俺のバラード』（1982年、サンリオ）
- 写真集『Non Montage』（1984年、河出書房）
- エッセイ集『SUBTIME』（1989年）
- フォト&エッセイ集『0の真ん中』（1993年、主婦の友社）
- 稲吉紘実著「絵のない絵本 この星が絵でうめつくされたら 朗読と音楽CD付」（2012年7月23日、フレーベル館） - 朗読

## 受賞歴
- 1984年 - エランドール賞 新人賞
- 1984年 - 第9回報知映画賞 主演男優賞
- 1985年 - 第8回日本アカデミー賞 優秀主演男優賞
- 1988年 - 第61回キネマ旬報ベスト・テン 主演男優賞
- 1988年 - 第11回日本アカデミー賞 優秀主演男優賞[16]
- 1988年 - 第9回ヨコハマ映画祭 主演男優賞
- 1988年 - 高崎映画祭 優秀主演男優賞
- 2007年 - ベスト・ファーザー イエローリボン賞